# The Cameraman
The Cameraman (bra: O Homem das Novidades) é um filme mudo de comédia romântica estadunidense de 1928 dirigido por Edward Sedgwick e um Buster Keaton não creditado. É estrelada por Keaton e Marceline Day. The Cameraman foi o primeiro filme de Keaton com a Metro-Goldwyn-Mayer. É considerado por fãs e críticos como Keaton ainda em sua melhor forma, e foi adicionado ao National Film Registry em 2005 como sendo considerado "culturalmente, historicamente ou esteticamente significativo".
Em pouco mais de um ano, no entanto, a MGM tiraria o controle criativo de Keaton sobre seus filmes, causando danos drásticos e duradouros à sua carreira. Mais tarde, Keaton chamaria a mudança para a MGM de "o pior erro da minha carreira".

## Enredo
Buster, um fotógrafo de retratos tipo lata na cidade de Nova York, desenvolve uma paixão por Sally, uma secretária que trabalha para MGM Newsreels. Para ficar perto dela, ele compra uma velha câmera de filme, esvaziando sua conta bancária e tenta conseguir um emprego como cinegrafista da MGM.
Sally encoraja Buster e sugere que ele filme tudo e qualquer coisa. As primeiras tentativas de Buster mostram sua total falta de experiência. Apesar desse contratempo, Sally concorda em sair com Buster, após o cancelamento de seu encontro de domingo. Eles vão para o mergulho da cidade (piscina), onde Buster se envolve em inúmeros contratempos. Mais tarde, Harold, um amigo da MGM, oferece a Sally uma carona para casa; Buster tem que se sentar no assento rumble, onde fica encharcado de chuva.
No dia seguinte, Sally dá a ele uma dica quente que acabou de receber de que algo grande vai acontecer em Chinatown. Em Chinatown, Buster filma a eclosão de uma Guerra Tong, escapando por pouco da morte em várias ocasiões. No final, ele é resgatado dos membros do Tong pela chegada oportuna da polícia, comandada por um policial que havia sido vítima involuntária de várias travessuras de Buster nos últimos dias.
Voltando à MGM, Buster e o chefe da empresa de cinejornais ficam consternados ao descobrir que ele aparentemente se esqueceu de carregar o filme em sua câmera. Quando Sally se vê em apuros por dar a gorjeta a Buster, Buster se oferece para fazer as pazes deixando a MGM em paz de uma vez por todas.
Buster volta ao antigo emprego, mas não desiste das filmagens, preparando-se para gravar uma regata. Ele então descobre que, afinal, tem filmagens de Tong; o macaco que Buster achou travesso trocou as bobinas. Sally e Harold estão acelerando em um dos barcos. Quando Harold faz uma curva muito fechada, os dois são jogados no rio. Harold se salva, mas Sally fica presa pelo barco circulando. Buster para de filmar para pular e resgatá-la. Quando Buster corre para uma farmácia para obter suprimentos médicos para reanimá-la, Harold retorna e leva o crédito pelo resgate. Os dois vão embora, deixando Buster com o coração partido para trás, enquanto o macaco filma tudo na câmera.
Buster decide enviar sua filmagem de Tong para a MGM gratuitamente. O chefe decide exibi-lo para Harold e Sally para rir, mas fica emocionado com o que vê. Eles também veem as imagens do barco de Buster e a foto do macaco do resgate de Sally por Buster. O chefe diz que é o melhor trabalho de câmera que ele viu em anos. O chefe manda Sally buscar Buster, que avisa que ele terá uma ótima recepção. Buster assume que um desfile de fita adesiva é em sua homenagem, quando na verdade é para Charles Lindbergh .

## Elenco
- Buster Keaton como Buster
- Marceline Day como Sally Richards
- Harold Goodwin como Harold Stagg
- Sidney Bracey como Edward J. Blake, o chefe
- Harry Gribbon como Hennessey, o policial
- Josephine o Macaco como o macaco

Elenco sem créditos
- Richard Alexander como um dos rivais de Buster, o 'grande leão-marinho'
- Edward Brophy como homem na casa de banho, que insiste em compartilhar o minúsculo vestiário de Buster
- Ray Cooke como trabalhador de escritório
- Vernon Dent como homem em traje de banho apertado
- William Irving como fotógrafo
- Harry Keaton como o homem na piscina
- Louise Keaton como a mulher na piscina
- Charles Lindbergh como ele mesmo (arquivo de metragem)
- Bert Moorhouse como Randall

## Produção
Em 26 de janeiro de 1928, Keaton assinou um contrato de dois anos com a Metro-Goldwyn-Mayer. O acordo exigia 2 filmes por ano de Keaton e pagava a ele $ 3.000 por semana, tornando-o o terceiro ator mais bem pago do estúdio. Keaton trouxe a maior parte de sua própria equipe com ele de sua própria produtora independente. Ele imediatamente apresentou a ideia de The Cameraman para a MGM, que lhe pagou $ 1.250 por isso. Keaton disse mais tarde que o acordo com a MGM foi "o pior erro da minha vida".
O filme foi supervisionado pelo produtor Lawrence Weingarten. Weingarten e Keaton brigaram no set e Weingarten chamou Keaton de criança. Keaton estava acostumado a ter controle total sobre suas próprias produções e não estava acostumado com a interferência dos produtores. No entanto, o chefe de produção da MGM, Irving Thalberg, amou o filme finalizado e riu durante as exibições de seus juncos (uma rara demonstração de emoção de Thalberg). 22 escritores foram designados para trabalhar nele, mas Keaton convenceu Thalberg a jogar fora o roteiro e permitir que ele filmasse do seu jeito.
The Cameraman mais tarde serviria de inspiração para parte da comédia de 1950 Watch the Birdie, estrelada por Red Skelton, com Keaton trabalhando como gagman para a MGM e servindo como conselheiro de Skelton. A cena do camarim em que Buster e outro banhista tentam se trocar enquanto são pressionados um contra o outro e se enroscam nas roupas um do outro foi a inspiração para a cena da cabine no filme de 1935 dos irmãos Marx, A Night at the Opera.
O filme foi um sucesso de bilheteria, arrecadando US$ 797.000 e foi bem recebido pelos críticos de cinema. O departamento de redação da MGM usou o filme para treinar novos escritores como uma "comédia perfeitamente construída" por décadas.
O crítico Mordaunt Hall, escrevendo para o The New York Times, gostou do filme e da obra de Buster Keaton. Ele disse: "O último esforço do Sr. Keaton é The Cameraman, que é cheio de gargalhadas e sorrisos, o tipo de coisa com muitas piadas originais e habilmente elaboradas. Mas se eles pertencem à história é irrelevante... Existem outras seções que são selvagens e aquáticas, mas mesmo assim bem-humoradas."
David Robinson escreveu que o filme "não revela nada da luta e tensão que teve em sua preparação. É uma comédia dramática lúcida e lindamente formada."
No Rotten Tomatoes, o filme detém um índice de aprovação de 100%, com base em 20 avaliações.

## Honras
Em 2005, o filme foi selecionado para preservação no Registro Nacional de Filmes dos Estados Unidos pela Biblioteca do Congresso como sendo "culturalmente, historicamente ou esteticamente significativo".

## Estado de preservação
The Cameraman foi em um ponto considerado um filme perdido, destruído no incêndio do cofre da MGM em 1965. No entanto, uma impressão completa foi descoberta em Paris em 1968. Outra impressão, de qualidade muito superior, embora faltando algumas filmagens, foi descoberta em 1991. As duas estampas foram combinadas em uma versão que já está disponível. The Cameraman foi lançado em Blu-ray e DVD pela The Criterion Collection em 16 de junho de 2020.